# A Marshoz indított űrszondák listája

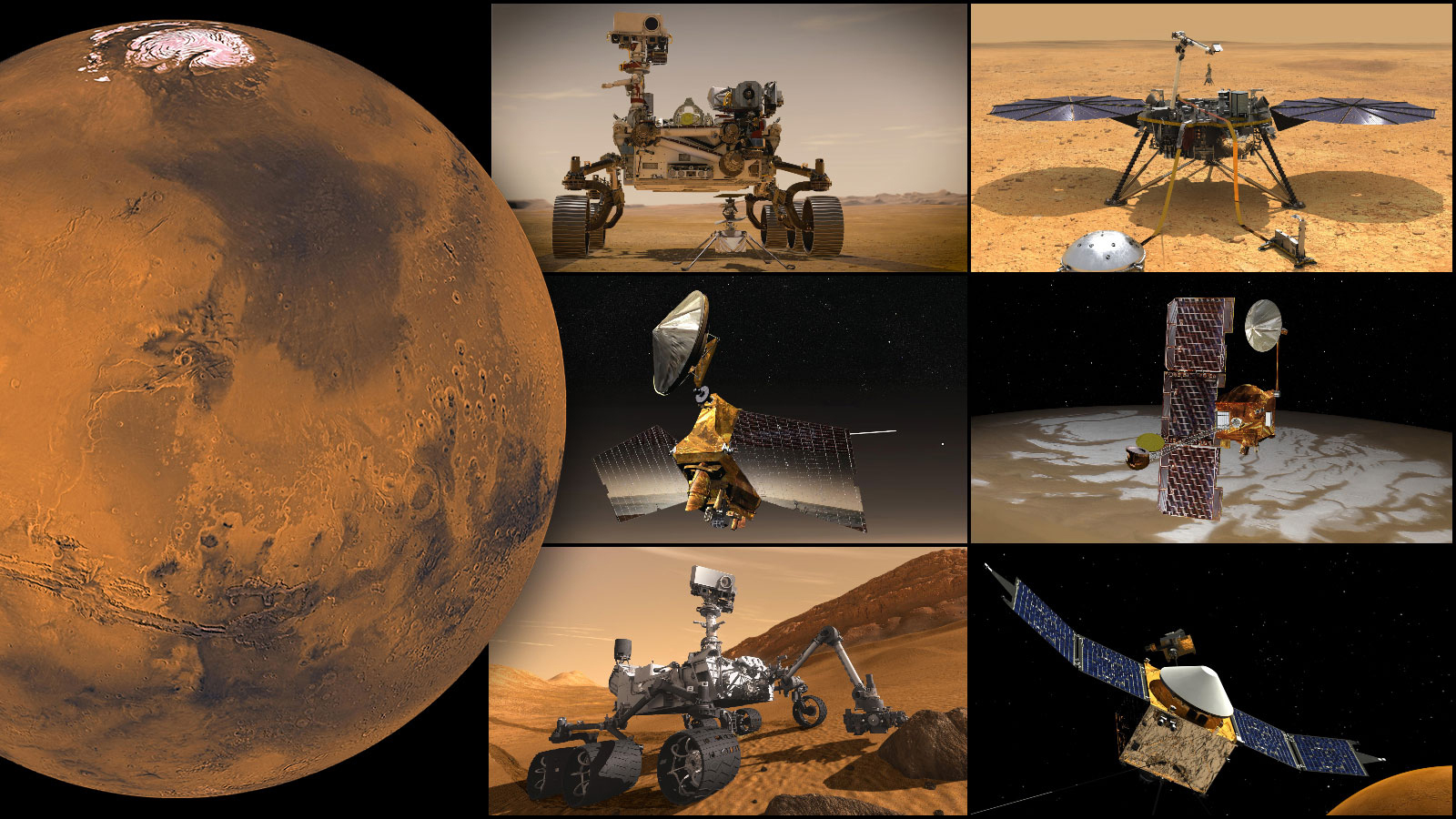
Egy válogatás a legkorszerűbb űreszközökből, amelyek a Marsot kutatták

A Mars bolygóhoz indított űrszondák listája összesen 50 űrszonda repüléséből áll, amelyet a Mars bolygóhoz indítottak az idők során (ide értve a  gravitációs hintamanővereket is, amelyeknek nem a Mars volt a végcélja, csak a segítségével jutottak tovább, más célok felé). A Mars felfedezését inkább politikai, mintsem tudományos okok motiválták, vagy legalábbis indították útjára, mivel repülések kezdetekori két nagy űrhatalom, a Szovjetunió és az Egyesült Államok éppen az űrverseny politikai harcát vívta az 1960-as években. Ebben a versenyben a tudományos felfedezés háttérbe szorult azzal szemben, hogy egy-egy teljesítményt elsőként, de főként a másik fél előtt hajtsanak végre a bolygóval kapcsolatban.
A Mars felé indított első szonda a Корабль-4 volt, ám ez még a Föld körüli pályáig sem jutott el, a szovjet hatóságok a létét is titokban tartották, csak a CIA elemzői sorolták be marsszondaként. Az első a bolygót valóban elérő űreszköz a Marsz–1 volt, amely – ha a haladása során minden a tervezettek szerint alakult – 1963. június 19-én elrepült a bolygó mellett, igaz addigra a teljes kommunikáció már régen megszakadt vele, így ez egy űrkutatási szempontból értéktelen teljesítmény volt. Az első marsszonda, amely sikeresen teljesítette a bolygó melletti elrepülést, az a Mariner–4 volt, amely 1965. július 15-én haladt el a Vörös Bolygó mellett és állt Nap körüli pályára. Az első becsapódó leszállás a szovjet Marsz–2 nevéhez fűződik (igaz a tervek egy sima leszállásról szóltak, de egy meghibásodás miatt a szerkezet lezuhant és csak becsapódott) 1971. november 27-én. Az első sikeres sima leszállást a Marsz–3 teljesítette 5 nappal később, 1971. december 2-án, ám mindösszesen 20 másodpercig üzemelt a felszínen. A bolygóhoz küldött első sikeres keringő egység az amerikai Mariner–9 volt, amely 1971. november 14-én állt Mars körüli pályára, hogy utána 516 napig küldjön vissza adatokat a Földre. Az első valóban sikeres leszállóegység, amely hosszú időn át működőképes maradt a leszállás után a Viking–1 volt, amely 1976. július 20-án érte el a marsfelszínt. Az első marsjárót, az amerikai Sojourney-t a Mars Pathfinder vitte a bolygóra 1997. július 4-én és az első repülőeszköz is amerikai volt, amelyet egy másik bolygón kipróbáltak, a Mars 2020 misszió Perseverance leszállóegységével 2021. február 18-án a felszínre juttatott helikopter, amely 2021. április 19-én teljesítette az első repülését.

## Űrszondák listája
Jelmagyarázat a repülés fajtájához  Repülés a Marshoz  Gravitációs hintamanőver, a végcél másik égitest
| Űrszonda                            | Start dátuma         | Üzemeltető                                 | Repülés típusa                                        | Eredmény | Leírás | Hordozórakéta                     |
| ----------------------------------- | -------------------- | ------------------------------------------ | ----------------------------------------------------- | --- | --- | --------------------------------- |
| 1M No.1                             | 1960. október 10.    | OKB-1 · Szovjetunió                        | Elrepülés a bolygó mellett                            | Kudarc: Hiba a felbocsátásnál                                                                               | Nem tudott Föld körüli pályára állni | Molnyija                          |
| 1M No.2                             | 1960. október 14.    | OKB-1 · Szovjetunió                        | Elrepülés a bolygó mellett                            | Kudarc: Hiba a felbocsátásnál                                                                               | Nem tudott Föld körüli pályára állni | Molnyija                          |
| 2MV-4 No.1                          | 1962. október 24.    | OKB-1 · Szovjetunió                        | Elrepülés a bolygó mellett                            | Kudarc: Hiba a felbocsátásnál                                                                               | A rakéta Blok L fokozata szétesett Alacsony Föld körüli pályán (LEO) | Molnyija                          |
| Marsz–1 (2MV-4 No.2)                | 1962. november 1.    | OKB-1 · Szovjetunió                        | Elrepülés a bolygó mellett                            | Kudarc: hiba az űreszközben                                                                                 | A kommunikáció elveszett az első Mars melletti elrepülés előtt. | Molnyija                          |
| 2MV-3 No.1                          | 1962. november 4.    | OKB-1 · Szovjetunió                        | Leszállóegység                                        | Kudarc: Hiba a felbocsátásnál                                                                               | Molnyija |                                   |
| Mariner–3                           | 1964. november 5.    | NASA · USA                                 | Elrepülés a bolygó mellett                            | Kudarc: Hiba a felbocsátásnál                                                                               | A rakéta rakterének orrkúpja nem vált le | Atlas LV-3 Agena-D                |
| Mariner–4                           | 1964. november 28.   | NASA · USA                                 | Elrepülés a bolygó mellett                            | Sikeres | Az első sikeres elrepülés a Mars mellett 1965. július 15-én | Atlas LV-3 Agena-D                |
| Zond–2 (3MV-4A No.2)                | 1964. november 30.   | OKB-1 · Szovjetunió                        | Elrepülés a bolygó mellett                            | Kudarc: hiba az űreszközben                                                                                 | A kommunikáció elveszett a közelrepülést megelőzően | Molnyija                          |
| Mariner–6                           | 1969. február 25.    | NASA · USA                                 | Elrepülés a bolygó mellett                            | Sikeres | Sikeres közelrepülés 3431 kilométeres távolságban, az időpontja 1969. július 31. | Atlas SLV-3C / Centaur-D          |
| 2M No.521 (1969A)                   | 1969. március 27.    | Lavocskin · Szovjetunió                    | Keringő egység                                        | Kudarc: Hiba a felbocsátásnál                                                                               | Nem volt képes Föld körüli pályára állni | Proton-K/D blokk                  |
| Mariner–7                           | 1969. március 27.    | NASA · USA                                 | Elrepülés a bolygó mellett                            | Sikeres | Apró üzemzavar után Sikeres közelrepülés 3431 kilométeres távolságban, az időpontja 1969. augusztus 5-én 3430 km-es távolságban | Atlas SLV-3C Centaur-D            |
| 2M No.522(1969B)                    | 1969. április 2.     | Lavocskin · Szovjetunió                    | Keringő egység                                        | Kudarc: Hiba a felbocsátásnál                                                                               | Nem volt képes Föld körüli pályára állni | Proton-K/D blokk                  |
| Mariner–8                           | 1971. május 9.       | NASA · USA                                 | Keringő egység                                        | Kudarc: Hiba a felbocsátásnál                                                                               | Nem volt képes Föld körüli pályára állni | Atlas SLV-3C Centaur-D            |
| Koszmosz–419 (3MS No.170)           | 1971. május 10.      | Lavocskin · Szovjetunió                    | Keringő egység                                        | Kudarc: Hiba a felbocsátásnál                                                                               | Nem volt képes elhagyni LEO-t; a hordozórakéta időzítőegysége rosszul volt beállítva | Proton-K/D blokk                  |
| Marsz–2 (4M No.171)                 | 1971. május 19.      | Lavocskin · Szovjetunió                    | Keringő egység                                        | Sikeres | 1971. november 27-én ez lett rövid időn belül a második szonda, ami pályára állt egy másik bolygó körül Operated for 362 orbits | Proton-K/D blokk                  |
| Marsz–2 (4M No.171)                 | 1971. május 19.      | Lavocskin · Szovjetunió                    | Leszállóegység                                        | Kudarc: hiba az űreszközben                                                                                 | Az első leszállóegység, ami becsapódott a Marson. A Marsz–2 engedte külön útjára és elromlott a kísérlet közben 1971. november 27-én | Proton-K/D blokk                  |
| Marsz–2 (4M No.171)                 | 1971. május 19.      | Lavocskin · Szovjetunió                    | PrOP-M Marsjáró                                       | Kudarc: hiba az űreszközben A Marsz–2-vel együtt veszett el                                                 | Az első rover lett volna, amit a Marsra küldtek, de elveszett, amikor a Marsz–2 leszállóegység beleütközött a marsfelszínbe | Proton-K/D blokk                  |
| Marsz–3 (4M No.172)                 | 1971. május 28.      | Lavocskin · Szovjetunió                    | Keringő egység                                        | Sikeres | 1971. december 2-án sorozatban ez lett röcid időn belül a harmadik űrhajó, amely egy másik világ körül pályára állt. Mindössze 20 keringésnyi időtartamig maradt működőképes | Proton-K/D blokk                  |
| Marsz–3 (4M No.172)                 | 1971. május 28.      | Lavocskin · Szovjetunió                    | Leszálló egység                                       | Részben sikeres                                                                                             | Az első leszállóegység, amely sima leszállást hajtott végre a Marson 1971. december 2-án. Az első részleges képek (mindössze 70 sort sikerült letölteni), amelyek egy „szürke háttér előtt semmit sem mutattak” A kapcsolat megszűnt 20 másodperccel azután, hogy az adattovábbítás megkezdődött és a talajt érés után is csak 110 másodperc telt el       | Proton-K/D blokk                  |
| Marsz–3 (4M No.172)                 | 1971. május 28.      | Lavocskin · Szovjetunió                    | PrOP-M Marsjáró                                       | Kudarc: hiba az űreszközben (az őt hordozó űreszköz meghibásodott, mielőtt a rovert útjára indította volna) | Az első marsjáró, amely sima leszállást teljesített egy másik bolygón A 4.5 kg-os rover a Marsz–3 leszállóegységéhez egy köldökzsinórral kapcsolódott. A marsjáró esetleges útnak indulásáről semmilyen információ nincs, tekintettel a kommunikációs hibára, amely a leszállóegységet sújtotta és amelyen keresztül adatokat kaphatott volna az irányítás | Proton-K/D blokk                  |
| Mariner–9                           | 1971. május 30.      | NASA · USA                                 | Keringő egység                                        | Sikeres | Az első űrszonda, amely pályára állt egy másik bolygó körül, A Marsz–2-t két héttel megelőzve, 1971. november 14-én. 516 napot töltött Mars körüli pályán, amikor deaktiválták | Atlas SLV-3C Centaur-D            |
| Marsz–4 (3MS No.52S)                | 1973. július 21.     | Lavocskin · Szovjetunió                    | Keringő egység                                        | Részben sikeres                                                                                             | A szondát Mars körüli pályára állító fékező hajtóműindításban hiba támadt és csak elrepülni tudott a bolygó mellett, amelyről így csak néhány képet tudott küldeni | Proton-K/D blokk                  |
| Marsz–5 (3MS No.53S)                | 1973. július 25.     | Lavocskin · Szovjetunió                    | Keringő egység                                        | Sikeres | A rádiókapcsolat 9 napnyi Mars körüli keringés után elveszett. Összesen 180 képet küldött vissza | Proton-K/D blokk                  |
| Marsz–6 (3MP No.50P)                | 1973. augusztus 5.   | Lavocskin · Szovjetunió                    | Elrepülés a bolygó mellett                            | Sikeres | A szonda hordozóbusza elrepülve a bolygó mellett a rá szerelt érzékelőkkel adatokat gyűjtött | Proton-K/D blokk                  |
| Marsz–6 (3MP No.50P)                | 1973. augusztus 5.   | Lavocskin · Szovjetunió                    | Leszállóegység                                        | Kudarc: hiba az űreszközben                                                                                 | A kapcsolat elveszett a leszállás során, a légköri mérések adatai pedig nagyrészt használhatatlanok voltak | Proton-K/D blokk                  |
| Marsz–7 (3MP No.51P)                | 1973. augusztus 9.   | Lavocskin · Szovjetunió                    | Elrepülés a bolygó mellett                            | Sikeres | A szonda hordozóbusza elrepülve a bolygó mellett a rá szerelt érzékelőkkel adatokat gyűjtött | Proton-K/D blokk                  |
| Marsz–7 (3MP No.51P)                | 1973. augusztus 9.   | Lavocskin · Szovjetunió                    | Leszállóegység                                        | Kudarc: hiba az űreszközben                                                                                 | Korán vált le a továbbrepülő hordozóbuszról és nem tudott belépni a Mars légkörébe | Proton-K/D blokk                  |
| Viking–1                            | 1975. augusztus 20.  | NASA · USA                                 | Keringő egység                                        | Sikeres | 1385 keringés idejéig marad működőképes, majd 1976. június 19-én lépett be a Mars légkörébe | Titan III\|Titan IIIE Centaur-D1T |
| Viking–1                            | 1975. augusztus 20.  | NASA · USA                                 | Leszállóegység                                        | Sikeres | Az első sikeres marsi leszállóegység A Viking–1 orbitere engedte útjára, majd 1976. július 20-án szállt le a Mars felszínére. 2245 sol-on keresztül működött, 1981. augusztus 11-ig | Titan III\|Titan IIIE Centaur-D1T |
| Viking–2                            | 1975. szeptember 9.  | NASA · USA                                 | Keringő egység                                        | Sikeres | 700 keringésen át működött, miután 1976. augusztus 7-én Mars körüli pályára állt | Titan III\|Titan IIIE Centaur-D1T |
| Viking–2                            | 1975. szeptember 9.  | NASA · USA                                 | Leszállóegység                                        | Sikeres | A Viking–2 orbitere engedte útjára, majd 1976. szeptember 3-án szállt le a Mars felszínére. 1281 sol-on keresztül működött 1980. április 11-ig | Titan III\|Titan IIIE Centaur-D1T |
| Fobosz–1 (1F No.101)                | 1988. július 7.      | Lavocskin · Szovjetunió                    | Keringő egység                                        | Kudarc: hiba az űreszközben                                                                                 | A komminukáció megszakadt, mielőtt elérte volna a Marsot és nem állt MArs körüli pályára | Proton-K/D-2                      |
| Fobosz–1 (1F No.101)                | 1988. július 7.      | Lavocskin · Szovjetunió                    | DAS (Fobosz lander)                                   | Kudarc: hiba az űreszközben A Fobosz–1-el együtt veszett oda                                                | A Fobosz–1-nek kellett volna pályára állítania | Proton-K/D-2                      |
| Fobosz–2 (1F No.102)                | 1988. július 12.     | Lavocskin · Szovjetunió                    | Keringő egység                                        | Részben sikeres                                                                                             | Sikeres orbitális megfigyeléseket végzett, de a kommunikáció megszakadt, mielőtt a leszállóegységet útnak indította volna. | Proton-K/D-2                      |
| Fobosz–2 (1F No.102)                | 1988. július 12.     | Lavocskin · Szovjetunió                    | Prop-F (Fobosz rover)                                 | Kudarc: hiba az űreszközben A Fobosz–2-vel együtt veszett oda                                               | A Fobosz–2-nek kellett volna pályára állítania | Proton-K/D-2                      |
| Mars Observer                       | 1992 szeptember 25.  | NASA · USA                                 | Keringő egység                                        | Kudarc: hiba az űreszközben                                                                                 | Megszakadt a kommunikáció a AMrs körüli pályára állás előtt közvetlenül | Titan III                         |
| Mars Global Surveyor                | 1996. november 7.    | NASA · USA                                 | Keringő egység                                        | Sikeres | Tíz évig maradt aktív | Delta II 7925                     |
| Marsz 96 (M1 No.520) (Mars-8)       | 1996. november 16.   | Orosz Szövetségi Űrügynökség · Oroszország | Keringő egység Becsapódó testek                       | Kudarc: Hiba a felbocsátásnál                                                                               | Nem volt képes elhagyni LEO-t | Proton-K/D-2                      |
| Marsz 96 (M1 No.520) (Mars-8)       | 1996. november 16.   | Orosz Szövetségi Űrügynökség · Oroszország | Leszállóegység 1                                      | Kudarc: Hiba a felbocsátásnál Elveszett a főszondával}}                                                     | Két egységet vitt volna, de elvesztek a főszondával | Proton-K/D-2                      |
| Marsz 96 (M1 No.520) (Mars-8)       | 1996. november 16.   | Orosz Szövetségi Űrügynökség · Oroszország | Leszállóegység 2                                      | Kudarc: Hiba a felbocsátásnál Elveszett a főszondával}}                                                     | Két egységet vitt volna, de elvesztek a főszondával | Proton-K/D-2                      |
| Marsz 96 (M1 No.520) (Mars-8)       | 1996. november 16.   | Orosz Szövetségi Űrügynökség · Oroszország | Becsapódótest 1                                       | Kudarc: Hiba a felbocsátásnál Elveszett a főszondával}}                                                     | Két egységet vitt volna, de elvesztek a főszondával | Proton-K/D-2                      |
| Marsz 96 (M1 No.520) (Mars-8)       | 1996. november 16.   | Orosz Szövetségi Űrügynökség · Oroszország | Becsapódótest 2                                       | Kudarc: Hiba a felbocsátásnál Elveszett a főszondával}}                                                     | Két egységet vitt volna, de elvesztek a főszondával | Proton-K/D-2                      |
| Mars Pathfinder                     | 1996. december 4.    | NASA · USA                                 | Leszállóegység                                        | Sikeres | 1997 július 4-én szállt le az É 19,13° Ny 33,22° koordinátákon az Acidalia Palanitia-n Az utolsó rádiókapcsolat 1997. szeptember 27-én volt vele. | Delta II 7925                     |
| Sojourner                           | 1996. december 4.    | NASA · USA                                 | Marsjáró                                              | Sikeres | Az első terepjáró autó, amely egy másik bolygón lépett üzembe Összesen 84 napig üzemelt | Delta II 7925                     |
| Nozomi (PLANET-B)                   | 1998. július 3.      | ISAS · JPN                                 | Keringő egység                                        | Kudarc: hiba az űreszközben                                                                                 | Egy Mars melletti elrepülést hajtott végre, majd később megszakadt a kapcsolat az üzemanyag kifogyása miatt. Mindemellett alapvető információkat szolgáltatott a bolygóközi világűrből. | M-V                               |
| Mars Climate Orbiter                | 1998. december 11.   | NASA · USA                                 | Keringő egység                                        | Kudarc: hiba az űreszközben                                                                                 | Egy a szoftver interface-ben levő hiba miatt től közelre került a Marshoz a pályára állás során és további sorsa ismeretlen (vagy belépett a légkörbe és elégett, vagy Nap körüli pályára állt | Delta II 7425                     |
| Mars Polar Lander / Deep Space 2    | 1999. január 3.      | NASA · USA                                 | Leszállóegység                                        | Kudarc: hiba az űreszközben                                                                                 | A leszállást követően nem lépett működésbe | Delta II 7425                     |
| Mars Polar Lander / Deep Space 2    | 1999. január 3.      | NASA · USA                                 | Deep Space–2 Becsapódótest 1                          | Kudarc: hiba az űreszközben                                                                                 | A Mars Polar Lander hibája miatt nincs róla adat, hogy mi történt vele a leválás után | Delta II 7425                     |
| Mars Polar Lander / Deep Space 2    | 1999. január 3.      | NASA · USA                                 | Deep Space–2 Becsapódótest 2                          | Kudarc: hiba az űreszközben                                                                                 | A Mars Polar Lander hibája miatt nincs róla adat, hogy mi történt vele a leválás után | Delta II 7425                     |
| Mars Odyssey                        | 2001. április 7.     | NASA · USA                                 | Keringő egység                                        | Működő | A várakozások szerint 2025-ig maradhat Mars körüli pályán és folytathatja a megfigyeléseit | Delta II 7925                     |
| Mars Express                        | 2003. június 2.      | ESA · EU ·                                 | Keringő egység                                        | Működő | A becslések szerint 2035-ig elegendő üzemanyaga van, hogy pályán maradjon és megfigyeléseket végezzen | Szojuz–FG/Szojuz Fregat           |
| Mars Express                        | 2003. június 2.      | ESA · EU ·                                 | Beagle 2 leszállóegység                               | Kudarc: hiba az űreszközben                                                                                 | Nem érkezett kommunikáció róla, miután levált a Mars Express-ről. A leszállóhelyről készült műholdfelvételek szerint sikeres leszállást teljesített, de a két napelemtáblája nem nyílt ki, amely megakadályozta a rádiókapcsolat felvételét is | Szojuz–FG/Szojuz Fregat           |
| Spirit marsjáró (MER-A)             | 2003. június 10.     | NASA · USA                                 | Marsjáró                                              | Sikeres | 2004. január 4-én szállt le a Marson ás 2208 sol időtartamig működött | Delta II 7925                     |
| Opportunity marsjáró (MER-B)        | 2003. július 8.      | NASA · USA                                 | Marsjáró                                              | Sikeres | 2004. január 25-én szállt le és 5351 sol időtartamig működött | Delta II 7925H                    |
| Rosetta                             | 2004. március 2.     | ESA · EU ·                                 | Elrepülés a bolygó mellett (gravitációs hintamanőver) | Sikeres | 2007 februárjában repült el a Mars mellett, útban a 67P/Csurjumov–Geraszimenko üstökös felé | Ariane 5G+                        |
| Rosetta                             | 2004. március 2.     | ESA · EU ·                                 | Philae üstökös leszállóegység                         | Sikeres | 2007 februárjában repült el a Mars mellett, útban a 67P/Csurjumov–Geraszimenko üstökös felé | Ariane 5G+                        |
| Mars Reconnaissance Orbiter         | 2005. augusztus 12.  | NASA · USA                                 | Keringő egység                                        | Működő | 2006. március 10-én állt Mars körüli pályára, azóta küld adatokat | Atlas V 401                       |
| Phoenix                             | 2007. augusztus 4.   | NASA · USA                                 | Leszállóegység                                        | Sikeres | 2008. május 25-én szállt le a marsfelszínre és 2008. november 2-án szakadt vége a működésének | Delta II 7925                     |
| Dawn                                | 2007. szeptember 27. | NASA · USA                                 | Elrepülés a bolygó mellett (gravitációs hintamanőver) | Sikeres | 2009 februárjában repült el a Mars mellett, útban a Vesta és 1 Ceres felé | Delta II 7925H                    |
| Fobosz-Grunt / Jinghuo–1            | 2011. november 8.    | Orosz Szövetségi Űrügynökség · Oroszország | Keringő egység Fobosz minta visszahozó expedíció      | Kudarc: Hiba a felbocsátásnál                                                                               | Nem volt képes elhagyni LEO-t | Zenit-2M                          |
| Fobosz-Grunt / Jinghuo–1            | 2011. november 8.    | CNSA · CHN                                 | Jinghuo–1 Keringő egység                              | Kudarc: Hiba a felbocsátásnál Odaveszett a Fobosz-Grunttal együtt                                           | A Fobosz-Gruntnak kellett volna pályára állítania | Zenit-2M                          |
| Curiosity (Mars Science Laboratory) | 2011. november 26.   | NASA · USA                                 | Marjáró                                               | Működő | 2012. augusztus 6-án szállt le a felszínre | Atlas V 541                       |
| Mars Orbiter Mission                | 2013. november 5.    | ISRO · IND                                 | Keringő egység                                        | Sikeres | 2014. szeptember 24-én állt Mars körüli pályára. A repülés meghosszabbítására 2022-ben került sor, amelyben a szonda működése 2022. szeptember 27-ig tartott, amikor megszakadt vele a kapcsolat | PSLV-XL                           |
| MAVEN                               | 2013. november 18.   | NASA · USA                                 | Keringő egység                                        | Működő | 2014. szeptember 22-én állt Mars körüli pályára | Atlas V 401                       |
| ExoMars 2016 Trace Gas Orbiter      | 2016. március 14.    | ESA/Orosz Szövetségi Űrügynökség · EU/ RUS | Keringő egység                                        | Működő | 2016. október 19-én állt Mars körüli pályára | Proton-M / Briz-M                 |
| ExoMars 2016 Trace Gas Orbiter      | 2016. március 14.    | ESA · EU                                   | Schiaparelli leszállóegység                           | Kudarc: hiba az űreszközben                                                                                 | Az Trace Gas Orbiter vitte magával, de a leszállóegység lezuhant, bár az első öt percnyi rögzített tudományos adatot sikerült megmenteni | Proton-M / Briz-M                 |
| InSight                             | 2018. május 5.       | NASA · USA                                 | Leszállóegység                                        | Sikeres | 2018. november 26-án szállt le a felszínre. Az utolsó kontakt 2022. december 15-én volt meg vele | Atlas V 401                       |
| InSight                             | 2018. május 5.       | NASA · USA                                 | MarCO A Elrepülés a bolygó mellett                    | Sikeres | 2018. november 26-án elrepült a bolygó mellett. Az utolsó kontakt 2018. december 29-én volt meg vele | Atlas V 401                       |
| InSight                             | 2018. május 5.       | NASA · USA                                 | MarCO B Elrepülés a bolygó mellett                    | Sikeres | 2018. november 26-án elrepült a bolygó mellett. Az utolsó kontakt 2019. január 4-én volt meg vele | Atlas V 401                       |
| Emirates Mars Mission Hope          | 2020. július 19.     | MBRSC · UAE                                | Keringő egység                                        | Működő | 2021. február 21-én állt Mars körüli pályára | H-IIA                             |
| Tien ven–1                          | 2020. július 23.     | CNSA · CHN                                 | Keringő egység                                        | Működő | 2021. február 10-én állt Mars körüli pályára | Hosszú Menetelés–5                |
| Tien ven–1                          | 2020. július 23.     | CNSA · CHN                                 | Tien ven–1 leszállóegység                             | Sikeres | 2021. május 14-én ért felszínt | Hosszú Menetelés–5                |
| Tien ven–1                          | 2020. július 23.     | CNSA · CHN                                 | Csu-zsung marsjáró                                    | Sikeres | 2021. május 14-én szállt le a Marsra A Tien ven–1 leszállóegysége engedte útjára 2021. május 22-én.2022. május 20-án fejezte be működését | Hosszú Menetelés–5                |
| Tien ven–1                          | 2020. július 23.     | CNSA · CHN                                 | Tien ven–1 lander távirányított kamera 1              | Sikeres | 2021. május 14-én szállt le a Marsra. A kamerát 2021. június 1-jén a Csu-zsung marsjáró aktiválta | Hosszú Menetelés–5                |
| Tien ven–1                          | 2020. július 23.     | CNSA · CHN                                 | Tien ven–1 orbiter távirányított kamera 2             | Sikeres | 2021. február 10-én állt Mars körüli pályára, majd 2021. december 31-én aktiválódott | Hosszú Menetelés–5                |
| Perseverance                        | 2020. július 30.     | NASA · USA                                 | Rover                                                 | Működő | 2021. február 18-án száll le a Marson | Atlas V 541                       |
| Perseverance                        | 2020. július 30.     | NASA · USA                                 | Ingenuity marshelikopter                              | Sikeres | Az első repülőgépes repülés egy másik bolygón A Perseverance roverrel együtt 2021. február 18-án szállt le a felszínre A marsjáró 2021. április 3-án bocsátotta útjára a marsjáró. Az első repülését 2021. április 19-én teljesítette Retired on 25 January 2024 due to sustained rotor blade damage.                                                      | Atlas V 541                       |
| Psyche                              | 2023. október 13.    | NASA · USA                                 | Elrepülés a bolygó mellett (gravitációs hintamanőver) | Folyamatban – útban a célja felé                                                                            | Gravitációs hintamanőver úton a 16 Psyche felé 2006 májusában | Falcon Heavy                      |

## A Mars holdjaihoz indított űrszondák
A Marshoz küldött eddigi szondák között több olyan is volt, amely foglalkozott a holdak alkalomszerű megfigyelésével, ám eddig ezek egyike sem volt olyan, amely dedikáltan csak a Phobos-szal, vagy a Deimos-szal foglalkozott volna.
Az idők során összesen három olyan repülés volt, amelyet célzottan valamelyik holdhoz küldtek, ám ezek egyike sem járt sikerrel

### Eddig a Mars holdjaihoz indított szondák
| Elindított repülések | Célpont | Megjegyzés                               |
| -------------------- | ------- | ---------------------------------------- |
| Fobosz–1             | Phobos  | Úton a Marshoz elromlott                 |
| Fobosz–2             | Phobos  | Röviddel a leszállást követően elromlott |
| Fobosz-Grunt         | Phobos  | Nem tudta elhagyni a Föld körüli pályát  |

### Tervezett, előkészületben levő repülések a Mars holdjaihoz
| Javaslat         | Célpont           | Hivatkozás      |
| ---------------- | ----------------- | --------------- |
| Aladdin          | Phobos and Deimos | [ 107 ]         |
| DePhine          | Phobos and Deimos | [ 108 ]         |
| DSR              | Deimos            | [ 109 ]         |
| Gulliver         | Deimos            | [ 110 ]         |
| Hall             | Phobos and Deimos | [ 111 ]         |
| M-PADS           | Phobos and Deimos | [ 112 ]         |
| Merlin           | Phobos and Deimos | [ 113 ]         |
| MMSR (2011 ver.) | Phobos or Deimos  | [ 114 ]         |
| OSRIS-REx 2      | Phobos or Deimos  | [ 115 ]         |
| Pandora          | Phobos and Deimos | [ 116 ]         |
| PCROSS           | Phobos            | [ 117 ]         |
| Phobos Surveyor  | Phobos            | [ 118 ]         |
| PRIME            | Phobos            | [ 119 ]         |
| Fobosz-Grunt 2   | Phobos            | [ 120 ]         |
| Phootprint       | Phobos            | [ 121 ] [ 122 ] |
| PADME            | Phobos and Deimos | [ 123 ] [ 124 ] |

## Statisztikák

### Teljesítmények országonként
Jelmagyarázat a teljesített kategóriához  Teljesített (A mezőben a feladatot elsőként teljesítő űreszköz neve)  Kudarccal végződött  Nem teljesített
| Ország                   | Elrepülés | Keringés             | Leszállóegység | Marsjáró   | Légköri repülőeszköz | Fobosz leszállóegység | Fobosz mesjáró | Fobosz minta visszahozatal |
| ------------------------ | --------- | -------------------- | -------------- | ---------- | -------------------- | --------------------- | -------------- | -------------------------- |
| Egyesült Államok         | Mariner–4 | Mariner–9            | Viking–1       | Sojourner  | Ingenuity helikopter | N/A                   | N/A            | N/A                        |
| Kína                     | N/A       | Tien ven–1           | Tien ven–1     | Tien ven–1 | N/A                  | N/A                   | N/A            | N/A                        |
| Szovjetunió              | Marsz–6   | Marsz–3              | Marsz–3        |            | N/A                  |                       |                | N/A                        |
| Oroszország              |           |                      |                | N/A        | N/A                  |                       | N/A            |                            |
| ESA                      | Rosetta   | Mars Express         |                | N/A        | N/A                  | N/A                   | N/A            | N/A                        |
| India                    | N/A       | Mars Orbiter Mission | N/A            | N/A        | N/A                  | N/A                   | N/A            | N/A                        |
| Egyesült Arab Emirátusok | N/A       | Hope                 | N/A            | N/A        | N/A                  | N/A                   | N/A            | N/A                        |
| Japán                    | Nozomi    |                      | N/A            | N/A        | N/A                  | N/A                   | N/A            | N/A                        |

### Teljesítmények szervezetenként
| Ország                    | Űrügynökség   | Sikeres | Részben sikeres | Kudarc | Működő | Gravitációs hintamanőver | Összesen |
| ------------------------- | ------------- | ------- | --------------- | ------ | ------ | ------------------------ | -------- |
| Amerikai Egyesült Államok | NASA          | 13      | -               | 5      | 4      | 1                        | 23       |
| Szovjetunió               | RKK Enyergija | 1       | 6               | 10     | -      | -                        | 17       |
| Oroszország               | Roszkoszmosz  | -       | 1               | 2      | -      | -                        | 3        |
| ESA                       | ESA           | -       | 2               | -      | -      | 1                        | 3        |
| Kína                      | CNSA          | 1       | -               | 1      | 1      | -                        | 2        |
| India                     | ISRO          | 1       | -               | -      | -      | -                        | 1        |
| UAE                       | UAESA         | 1       | -               | -      | 1      | -                        | 1        |
| Japán                     | ISAS          | -       | -               | 1      | -      | -                        | 1        |

## Jövőbeni, tervezett repülések

### Már fejlesztés alatt
| Repülés | Szervezet                             | Startdátum            | Típus |
| --- | ------------------------------------- | --------------------- | --- |
| EscaPADE (Escape and Plasma Acceleration and Dynamics Explorer mission) Blue és Gold szonda a Rocket Lab Photon hordozón | NASA · USA                            | 2024 október          | 2 olcsó keringő egység indítása (új űreszköz építési technológiák kipróbálásával) a Mars klímatörténetének felderítésére                                                                                                   |
| Mars Orbiter Mission 2                                                                                                   | ISRO · IND                            | 2026                  | Keringő egység amely egy ugyancsak javaslat stádiumában levő drónt visz magával, ami az ugyancsak koncepció fázisában levő MOM–3 lehet                                                                                     |
| Tien ven–2 / Zseng-He (aszteroida kőzetminta visszahozó expedíció)                                                       | CNSA · Kína                           | 2025 május            | Úton a 311P/PANSTARRS aszteroida felé 2027-ben fog elrepülni a Mars mellett |
| Martian Moons eXploration (MMX) Phobos kőzetminta visszahozó repülés                                                     | JAXA · JPN                            | 2026                  | Keringő egység/Leszálló egység |
| Az első kereskedelmi repülés a Marsra                                                                                    | Relativity Space, Impulse Space · USA | 2026                  | Leszállóegység |
| SpaceX személyzet nélküli leszállás                                                                                      | SpaceX · USA                          | 2026                  | Leszállóegység rakománnyal |
| Tien ven–3 Mars kőzetminta visszahozó repülés                                                                            | CNSA · Kína                           | 2028                  | Két űrhajóból álló expedíció: az egyikük egy keringő egységből és egy visszatérő egységből áll, a másik egy leszállóegység és egy mobil mintavevő robot A kőzetmintákkal való visszatérés a Földre 2031 júloisában várható |
| TEREX-1 | NICT, ISSL · JPN                      | A 2020-as évek közepe | Keringő egység |
| Rosalind Franklin rover                                                                                                  | ESA                                   | 2028                  | Marsjáró |
| SpaceX leszállás űrhajósokkal                                                                                            | SpaceX · USA                          | 2029                  | Leszállóegység személyzettel és rakománnyal |

### Javaslatok jövőbeni repülésekre
| Repülés                                       | Szervezet | Javasoltd indítás     | Típus                                                                          |
| --------------------------------------------- | --- | --------------------- | ------------------------------------------------------------------------------ |
| MELOS marsjáró                                | JAXA · JPN | 2024                  | Marsjáró és marsi repülőgép                                                    |
| SatRevolution                                 | Lengyelország                                                                                                  | 2024                  | Keringő egység                                                                 |
| Mars-Grunt                                    | Roszkoszmosz · Oroszország                                                                                     | 2024                  | Keringő egység, leszállóegység, felszálló egység (kőzetminta visszahozatalhoz) |
| Icebreaker Life                               | NASA · USA | 2026                  | Leszállóegység                                                                 |
| NASA-ESA Mars Sample Return                   | NASA · USA · ESA                                                                                               | 2030                  | Keringő egység/Leszálló egység/Visszatérő egység                               |
| Next Mars Orbiter (NeMO)                      | NASA · USA | 2020-as évek vége     | Telecomm orbiter (originally proposed for 2022)                                |
| Deimos and Phobos Interior Explorer (DePhine) | ESA | 2030                  | Keringő egység és elrepülés a marsi holdak mellett                             |
| Large Inflatable Fabric Environment           | Sierra Nevada Corporation                                                                                      | Még nem meghatározott | Lakóegység alacsony Mars körüli pályán                                         |
| Mars MetNet                                   | FMI · Finnország · Orosz Űrkutatási Intézet · Oroszország · Repüléstechnikai Nemzeti Intézet · Spanyolország · | Még nem meghatározott | Becsapódó testek                                                               |
| Mars Geyser Hopper                            | NASA · USA | Még nem meghatározott | Ugráló egység                                                                  |
| Mars Micro Orbiter (MMO)                      | NASA · USA | Még nem meghatározott | Keringő egység                                                                 |
| Phobos And Deimos & Mars Environment          | NASA · USA | Még nem meghatározott | Keringő egység                                                                 |
| Biological Oxidant and Life Detection (BOLD)  | Washingtoni Állami Egyetem · USA                                                                               | Még nem meghatározott | Leszállóegységek és becsapódó testek                                           |
| Mars Exploration Ice Mapper                   | Kanadai Űrügynökség · Kanada · Olasz Űrügynökség · Olaszország                                                 | Még nem meghatározott | Keringő egység                                                                 |
| Mars orbiter mission – 3                      | ISRO |                       | Keringő egység / Drón                                                          |